# NASA HL-20

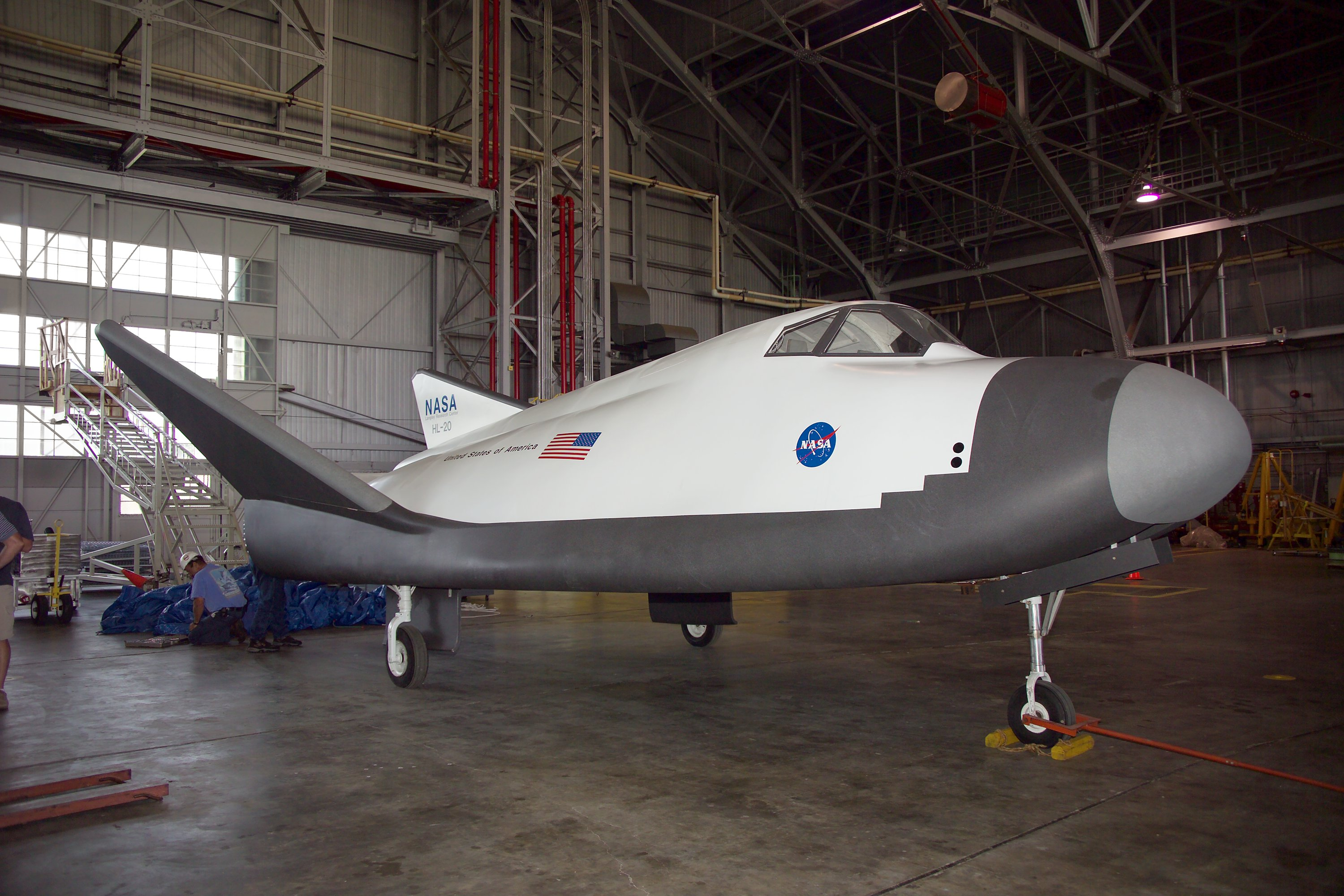
1:1-Modell der HL-20

HL-20 (HL für Horizontal Lander und der laufenden Nummerierung 20) war ein Projekt der US-Raumfahrtbehörde NASA zur Entwicklung eines bemannten wiederverwendbaren Raumgleiters am Langley Research Center und innerhalb der NASA-Studien zum Personnel Launch System (PLS) in den 1980er und zu Beginn der 1990er Jahre. HL-20 sollte für den Wiedereintritt und Atmosphärenflug das Prinzip des Lifting Bodies nutzen. Neben umfangreichen aerodynamischen Untersuchungen wurden auch Modelle im Originalmaßstab angefertigt, um u. a. die Innenraumgestaltung zu optimieren, und Flugsimulatorversuche durchgeführt. Flugfähige Prototypen wurden nicht gebaut, jedoch wird seit 2005 mit dem Dream Chaser ein Raumschiff auf direkter Basis der Forschungsarbeiten und in der Form der HL-20 entwickelt.

## Entwicklungsgeschichte
HL-20 steht in einer langen Reihe von US-Versuchen mit Lifting Bodies. So ist einer der direkten Vorgänger die Northrop HL-10. Zu erwähnen sind in Bezug auf die äußere Form auch die NASA M2-F1, Northrop M2-F2, Northrop M2-F3, Martin-Marietta X-23 und die Martin-Marietta X-24A.
Im Zuge verschiedener NASA-Projekte und -Studien entwickelte sich HL-20 von einem reinen Lifting-Body-Versuchsträger zum HL-20 PLS, dem Personnel Launch System, einem Raumgleiter für den Personentransport ins All und zurück.

### Sowjetischer Einfluss

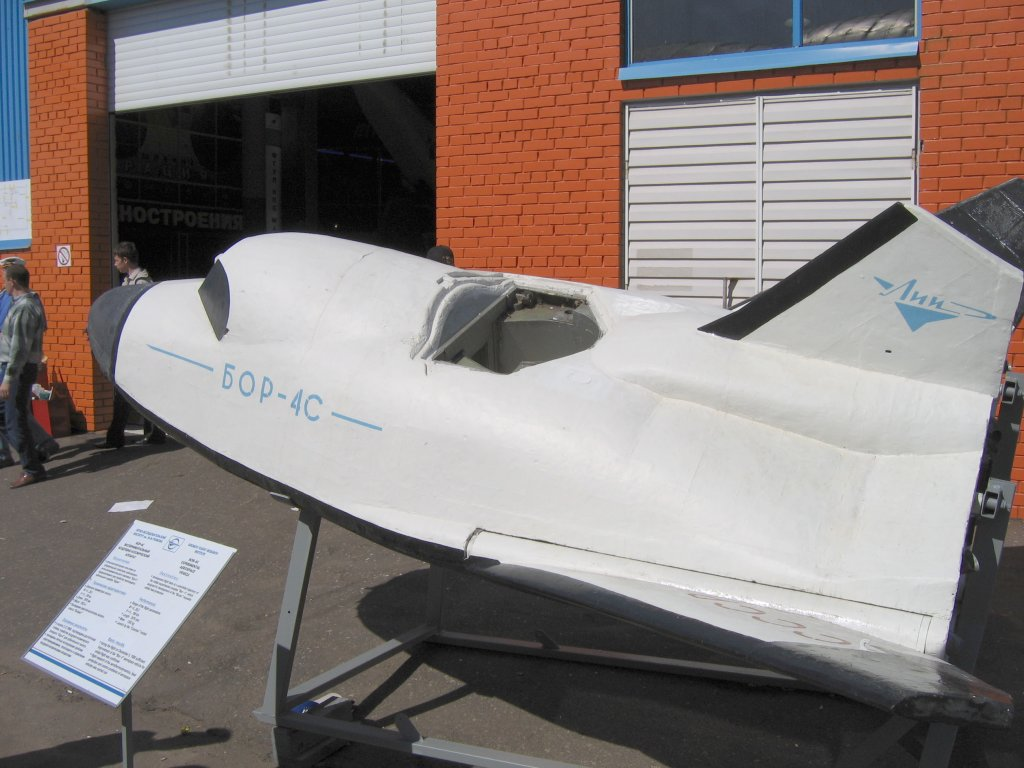
BOR-4 auf der MAKS 2005

Neben den eigenen Erkenntnissen und Forschungen auf US-amerikanischer Seite war auch gegenseitige Spionage in der Zeit des Kalten Krieges an der Tagesordnung. In der Sowjetunion forschte man ebenfalls an Lifting Bodies. Erwähnenswert ist beispielsweise das Projekt MiG-105 Spiral aus den 1960ern. Im Fall von HL-20 waren es Bilder eines sowjetischen Tests mit einem Wiedereintrittskörper vom 4. Juni 1982. Ein australisches Seeaufklärungsflugzeug P-3 Orion konnte die Bergung des sowjetischen Modells BOR-4 (Kosmos 1374) im Indischen Ozean beobachten. Es entstanden auf beiden Seiten damals streng geheimen Foto- und Videoaufnahmen von diesem Vorfall. Mittlerweile wurden die Aufnahmen freigegeben und sind heute auch im Internet zugänglich.
Die von der australischen Marine an die CIA und schließlich an die NASA übergebenen Fotos zeigten den US-Raumfahrtexperten eine Form eines Lifting Bodies, dessen Gestaltung auch nach ihrer Einschätzung hervorragende Eigenschaften für einen Raumgleiter aufwies. Mit diesen Erkenntnissen und weiteren Untersuchungen floss die Form von BOR-4 in die Gestaltung von HL-20 ein.

### Aerodynamische Untersuchungen

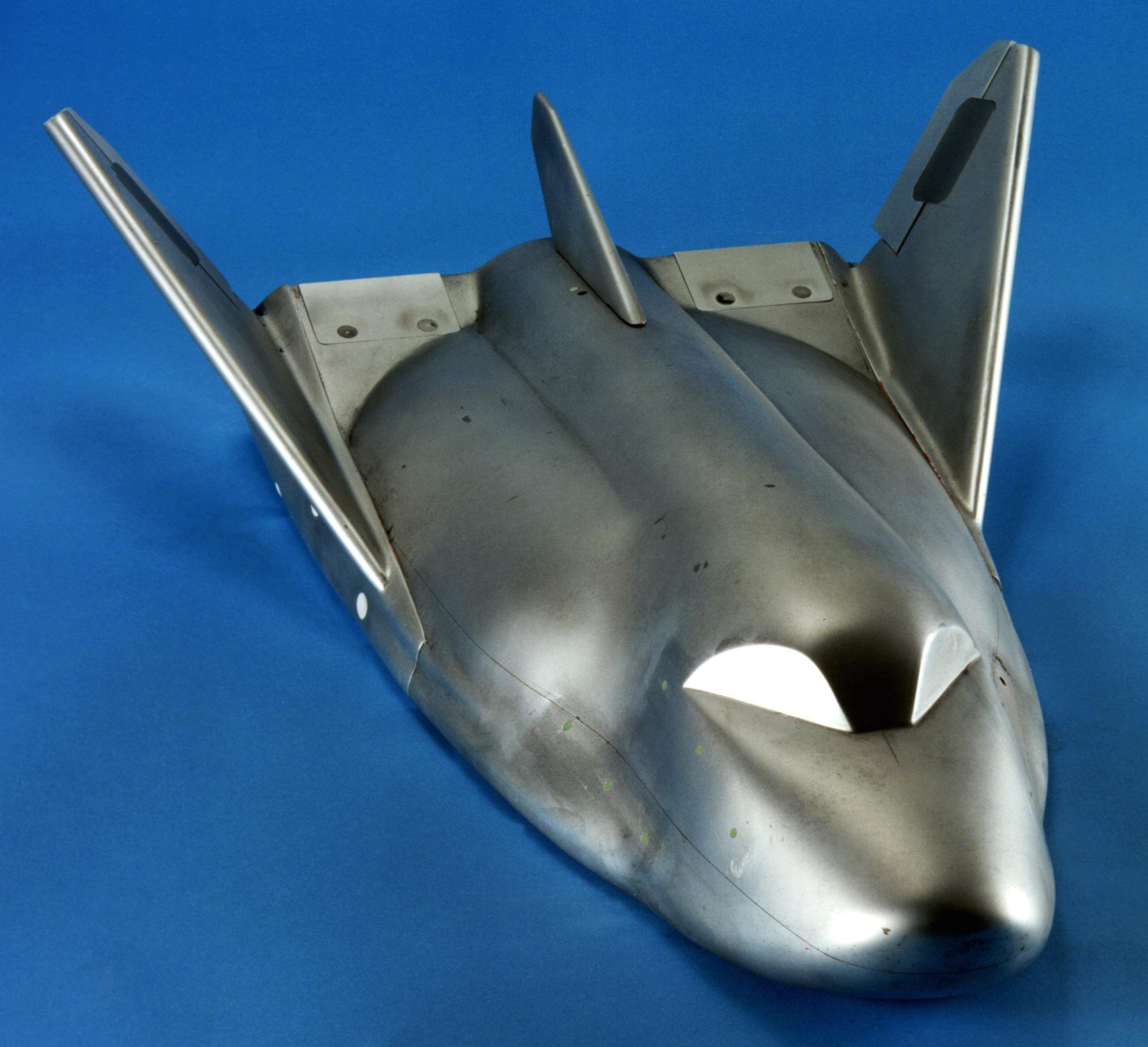
Windkanalmodell (1988)

Teil der HL-20-Entwicklung waren umfangreiche Untersuchungen zur Aerodynamik. Ergebnis waren große Mengen an Forschungsergebnissen. Neben Computeranalysen wurden Windkanalversuche bis zu Mach 20 durchgeführt. Dabei zeigte das Design sehr gute natürliche Trimm- und Stabilitätseigenschaften.
1991 wurde vermeldet, dass es gelungen war, im Zuge der Entwicklung der letzten beiden Jahre die Gleitzahl im Unterschallbereich von 3,2 auf 4,2 zu steigern.
Während der Flugsimulationen wurde ermittelt, dass für einen normalen Wiedereintritt nur 13,6 kg Manövertriebwerks-Reaktionsmasse notwendig ist. Mit verschobenem Schwerpunkt und stark abweichenden Bedingungen in der oberen Atmosphäre wurden 90,7 kg als Maximalmenge errechnet. Ein eigens geschaffener Flugsimulator erlaubte es Piloten mit einem Sidestick den Endanflug zu simulieren und die Steuerbarkeit und Punktlandungfähigkeit nachzuweisen. Er wurde von Piloten genutzt, die bereits mit anderen Lifting-Body-Fluggeräten oder auch Hochgeschwindigkeitsflugzeugen, wie der X-15 vertraut waren. Es wurde ermittelt, dass eine Landegeschwindigkeit von ca. 325 km/h (175 kn) ausreicht, um HL-20 sicher zu landen und bei ca. 550 km/h (200 kn) eine ausreichende Sicherheitsreserve für die Landung bei Seitenwinden vorhanden ist. Weitere Versuchen betrafen den Nachweis der Fähigkeit automatisch zu landen.

### 1:1 Modell und Innenraumattrappe

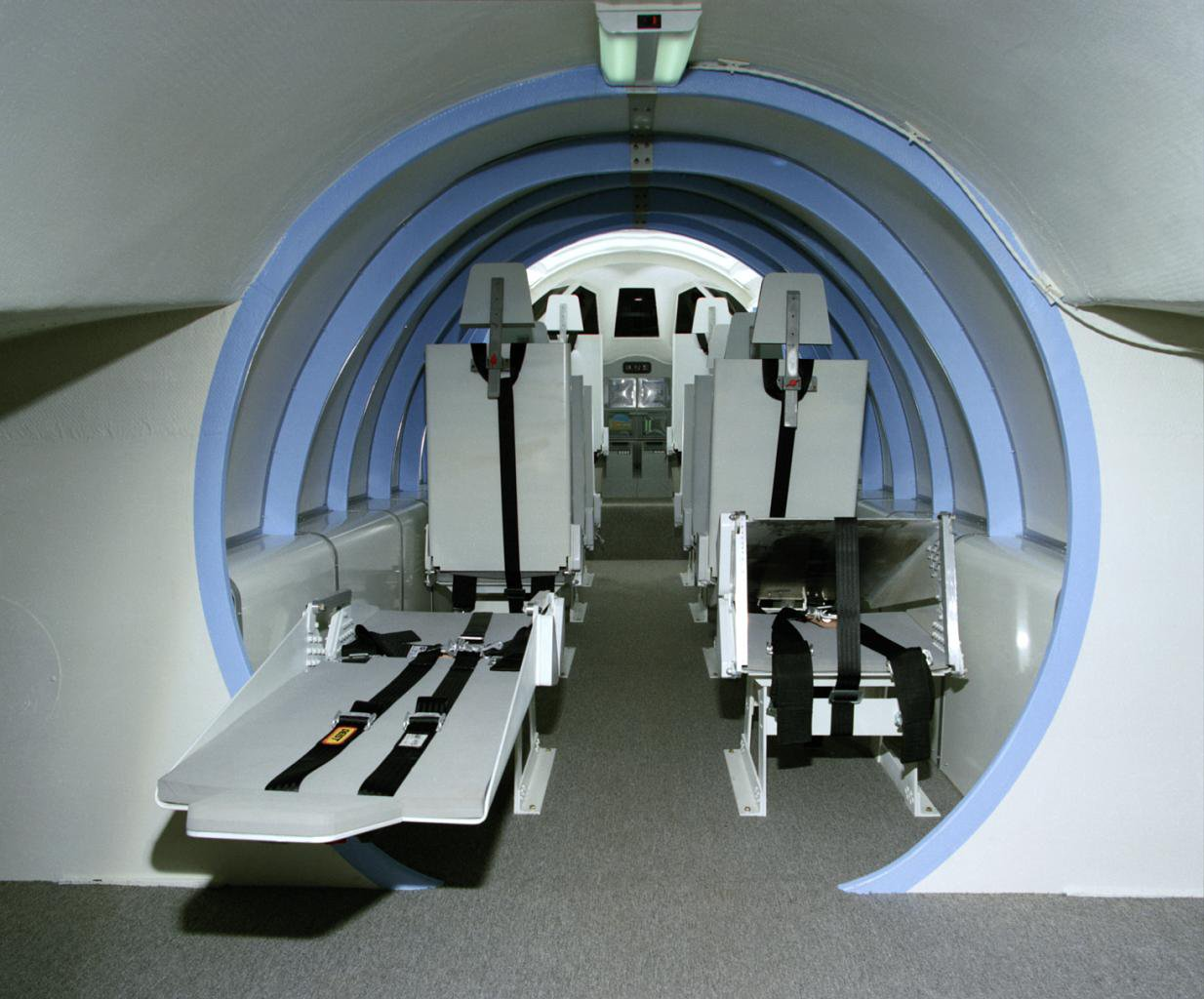
Innenraumattrappe

Von Studenten der North Carolina State University und North Carolina Agricultural and Technical State University wurden 1990 1:1-Attrappen der äußeren Gestalt und des Innraums angefertigt. Daran nahm das Langley Research Center Untersuchungen zur Ergonomie vor. Unter anderem wurden Ein- und Ausstiegsszenarien in horizontaler und vertikaler Position getestet. Dabei wurden auch Notausstiegsszenarien durchgespielt. In der vertikalen Startposition war vorgesehen, dass sich die Insassen durch die nach unten zu einer Plattform aufschwingende Luke und eine innen am Kabinendach befestigte Leiter ins Freie retten sollten. Die Luke war auf der Höhe zwischen Piloten- und Passagiersitzen angebracht. Jedem der maximal 10 Insassen war ein Raum von 1,65 m³ (58 cft) zugedacht.
Untersuchungen des Sichtfeldes für die Piloten ergab 1991 noch leichten Optmierungsbedarf im Nasenbereich ohne Auswirkungen auf die Aerodynamik zu erwarten.

## Personnel Launch System

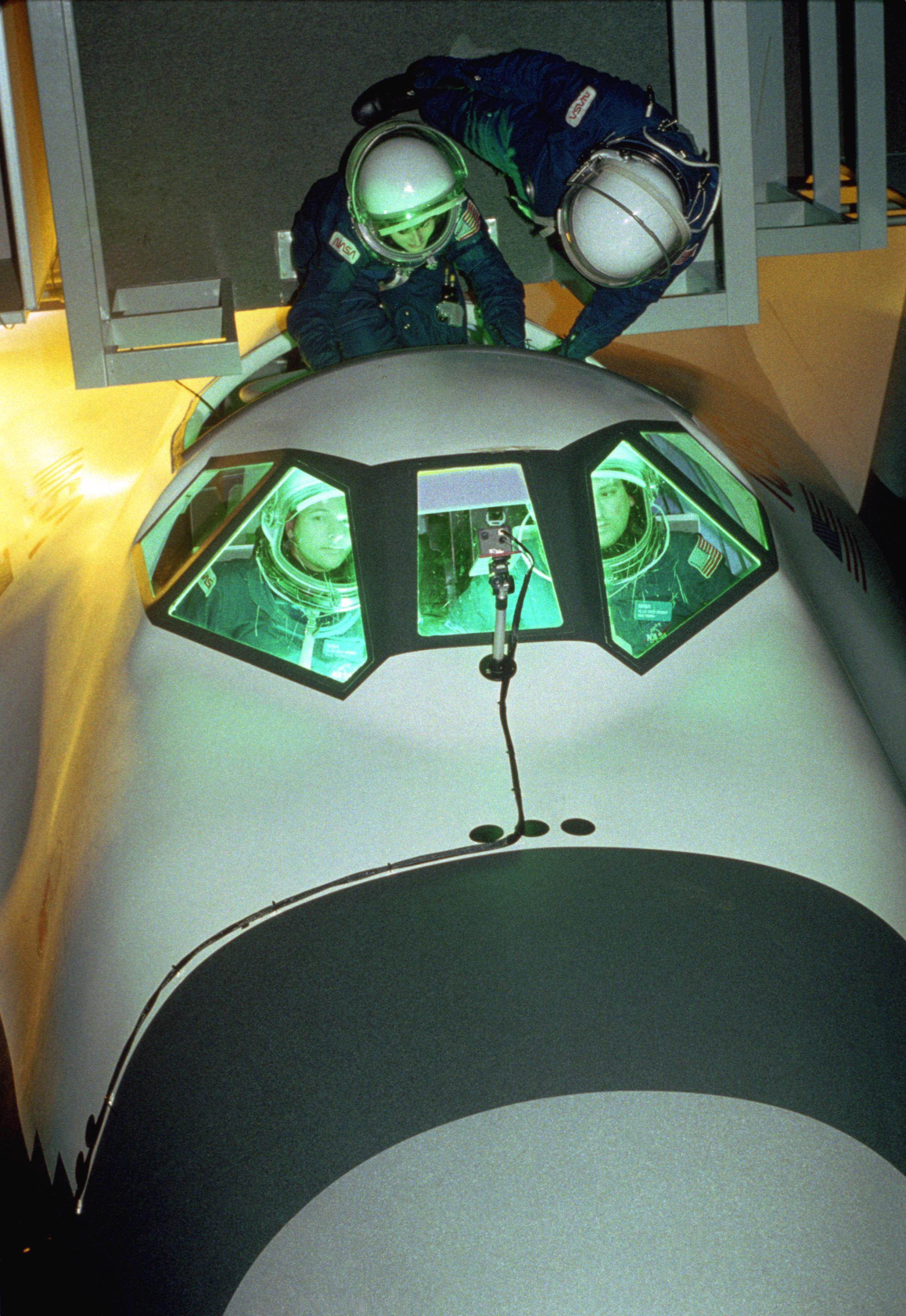
Untersuchung der Zugänglichkeit in Startposition

Für das Personnel Launch System (PLS) wurden von der NASA zwei verschiedene aerodynamische Konzepte untersucht. Eine Anforderung war, dass das PLS in die Nutzlastbucht des Space Shuttle passen sollte. Dies war zum einen das in Langley entwickelte Lifting-Body-Konzept der HL-20 mit anklappbaren Flügeln. Demgegenüber wurde ein Raumkapselkonzept in Form eines stumpfen Kegels gestellt, das im Johnson Space Center entwickelt wurde. Dabei war vorgesehen die Kapsel an einem Gleitschirm auf Kufen landen zu lassen. Bei einer Kapsel sind während des Wiedereintritts Belastungen von 3–4 g üblich, während sie bei HL-20 auf 1,3–1,5 g begrenzt werden konnten. Die hohe Gleitzahl der HL-20 ermöglichte zudem auch eine höhere Flexibilität bei der Auswahl des Landeplatzes und Ausweichmöglichkeiten.
Aufbauend auf dem PLS-Studien wurde Ende 1992 von Rockwell die eine Studie zur fertigungsgerechten Gestaltung, dem Betrieb und der Wartung mit den verbundenen Zertifizierungsprozessen angelehnt an kommerzielle Luftfahrtprozesse vorgelegt. Lockheed erarbeitete ab Oktober 1991 eine Machbarkeitsstudie. Boeing erstellte ebenfalls eine Vertragsstudie.
Für das Personnel Launch System wurden drei Startoptionen betrachtet:
- auf der Spitze einer für den bemannten Einsatz zu qualifizierenden Titan-4-Rakete
- Advanced Launch System
- Anpassung von flüssigtreibstoffgetriebenen Boostern, die für das Space Shuttle angedacht waren

Für den Fall eines Startabbruchs auf der Startrampe oder unmittelbar nach dem Start war ein Rettungssystem vorgesehen, dass das Raumschiff von der Rakete wegbringen und an einem Fallschirmsystem landen sollte. Dazu waren Feststoffraketen geplant, die HL-20 bis auf eine Höhe von etwa 1,3 km (4.000 ft) befördern sollten. Bei einem Start z. B. von Cape Canaveral aus mit Flugbahn über den Atlantik wäre dann eine Wasserung praktisch unausweichlich gewesen und es wurden entsprechende Vorkehrungen getroffen, die die hintere Luke über Wasser halten sollten.
Der Hitzeschutzschild sollte ähnlich dem des Space Shuttles aufgebaut sein, jedoch erwartete man einen deutlich geringeren Wartungsaufwand. Dies und Abläufe, die sich an die Arbeitsphilosophie in der kommerziellen Luftfahrt orientierten, sollten die Mannstunden am Boden deutlich reduzieren. Als weitere Vorteile gegenüber den bestehenden Systemen (inkl. Space Shuttle) wurde immer wieder die Verwendung ungiftiger Raketentreibstoffe herausgestellt, die die Nutzung kommerzieller Luftfahrt-Infrastruktur, sprich normale Start- und Landeplätze, ohne Spezialausrüstung möglich machen würde. So sollte die Besatzung sofort nach der Landung aussteigen können und auch der Zugriff auf Fracht, wie zeit- oder überwachungskritische Experimente wäre möglich geworden.

### Technische Daten
- Länge: ca. 8,8 m (29 ft[1])
- Spannweite: 7,16 m[1]

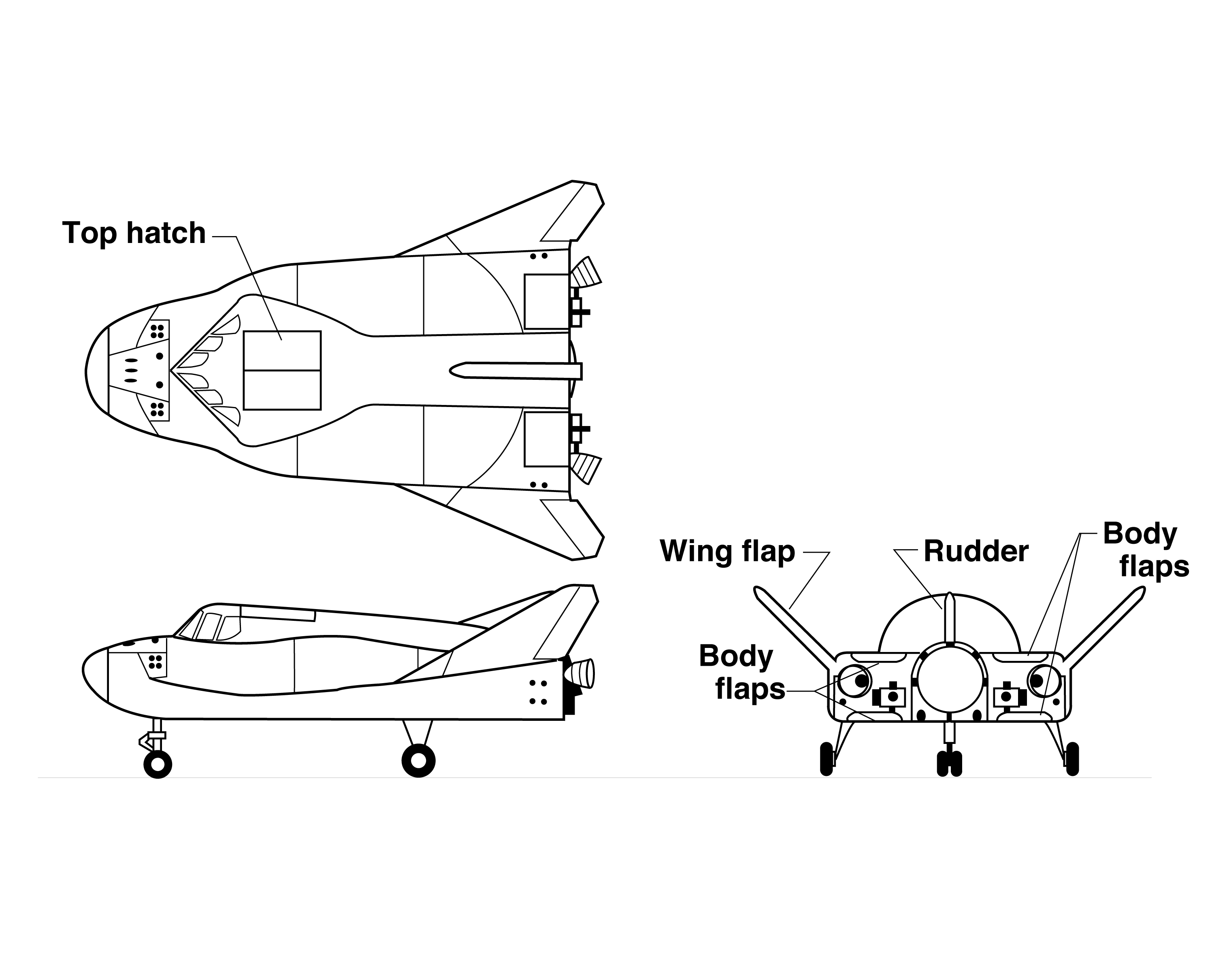
Dreiseitenriss der HL-20

- Gesamtgewicht: zwischen 9.979 kg[1] und ca. 10.900 kg (24.000 lb[5]), je nach Quelle und Entwicklungsstand
- Besatzung und Nutzlast: 2 Piloten und 8 Passagiere mit 545 kg (1200 lb) Fracht oder bis zu 1.800 kg (4.000 lb) Fracht bei reduzierter Passagierzahl[5]

## HL-42 in der Access-to-Space-Studie (1993–1994)
1993/1994 wurden in der Access to Space Study verschiedene Strategien für die Weiterentwicklung der bemannten US-Raumfahrt untersucht. Ein Hauptpunkt war die immensen Kosten der bemannten US-Raumfahrt, die vor allem aus dem Space Shuttle bestand, zu senken und eine Strategie für die Weiterentwicklung der Raumfahrzeuge vorzuschlagen. Teil der Studie war mit HL-42 auch eine vergrößerte Version der HL-20. Die 42 im Namen rührte aus der 42-prozentigen Vergrößerung der HL-20 um die Anforderungen an die Transportkapazität erfüllen zu können.
Eine Empfehlung der Studie war, dass Entwicklungen durch Industriepartner deutlich effizienter umgesetzt werden können, als durch die NASA selbst. Dafür wurde der Begriff „Skunk Works“ type approach („Skunk-Works“-Vorgehensweise), die auf die guten Erfahrungen beim Bau der U-2 und der SR-71 aufbaute, geprägt. Damit wurde der Weg für die weitere folgende Kommerzialisierung der US-Raumfahrt geebnet.
Im Ergebnis der Studie verortete man die größten Einsparpotenziale langfristig in neuen Technologien, die jedoch im Gegensatz zur Weiterentwicklung des Space Shuttles oder der Umsetzung des als eher konventionell angesehenen HL-42-Konzepts, sehr hohe Anfangsinvestitionen forderten und ein hohes technisches Risiko in sich bargen. Die Arbeiten an der HL-20, ebenso wie das HL-42-Konzept wurden danach nicht weiter verfolgt. Die NASA wandte sich neuen Projekten zu. Es folgten Entwicklungen wie die einstufigen Systeme des Delta Clippers und die aus der X-33 abgeleiteten Venture Star, sowie andere Projekte, wie das der X-34. Keines dieser Projekte führte zu einem einsatzfähigen Raumfahrzeug.

## Weitere Entwicklung
In den 1990er Jahren wurde bei der NASA an der Entwicklung eines Rettungsraumschiffs, dem Crew Return Vehicle, für die Raumstation gearbeitet. Dabei wurde mit der NASA X-38 (1995–2002) das Lifting-Body-Konzept, wenn auch mit einem deutlich vereinfachten Einsatzkonzept, genutzt. Auch dieses Programm wurde noch vor Fertigstellung des ersten weltraumtauglichen Modells abgebrochen.
2006 startete die NASA das Programm Commercial Orbital Transportation Services (COTS; deutsch „kommerzielle Transportdienste in die Erdumlaufbahn“). Mit diesem Förderprogramm sollte der Transport von Ausrüstungen, Versorgungsgütern und Experimenten zur und von der Internationalen Raumstation (ISS) mit Hilfe von privatwirtschaftlichen Unternehmen initiiert werden. Mit der Außerdienststellung des Space Shuttles 2011 verloren die USA dann vorübergehend ihren eigenen Zugang zur bemannten Weltraumfahrt und auch die Fähigkeit selbst Fracht zur ISS bringen.

### Dream Chaser (ab 2005)

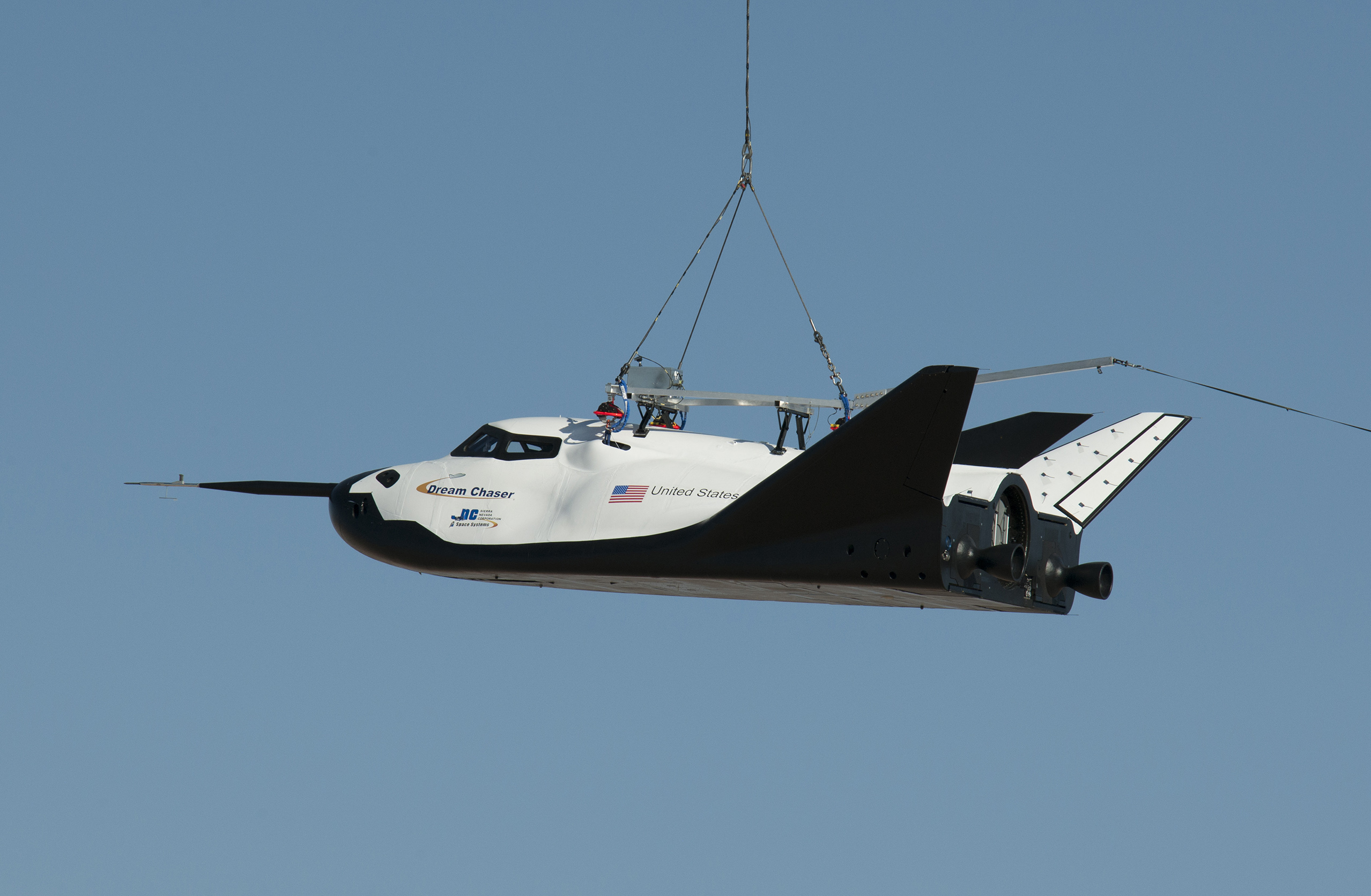
Dream Chaser, an einem Hubschrauber hängend (2013)

Bereits im Vorfeld zum offiziellen Start des COTS-Programms 2005 wurde von SpaceDev nach der Sichtung verschiedener Raumgleiterstudien bekanntgegeben, HL-20 für seinen zukünftigen Raumgleiter Dream Chaser als Grundlage nutzen zu wollen. Neben dem passenden Konzept war ein Hauptgrund, dass in HL-20 bereits über viele Jahre sehr viel Entwicklungsarbeit und -budget geflossen war und somit bereits sehr ausführliche Daten vorlagen. Im folgenden Jahr erwarb SpaceDev von der NASA die Lizenzrechte an HL-20.
2008 wurde SpaceDev von der Sierra Nevada Corporation (SNC) übernommen und Entwicklung des Dream Chaser dort fortgeführt.
Von 2004 bis 2014 wurde an der bemannten Version entwickelt. 2011 organisierte SNC eine Veranstaltung um die ehemaligen Mitarbeiter am HL-20-Projekt zu ehren. 2013 erfolgte ein erster Abwurftest mit einem flugfähigen Prototyp in Originalgröße. Diese Variante wurde jedoch trotz NASA-Entwicklungsbudgets in dreistelliger Millionenhöhe und vielfach geäußertem „Sympathiebonus“ nicht in den finalen Ausschreibungsrunden mehrerer NASA-Programme berücksichtigt. Dream Chaser war dabei das einzige „echte Raumschiff“, während alle anderen finalen Entwürfe das Raumkapsel-Konzept nutzten. Erst die unbemannte Frachtversion, die 2014 für das Commercial-Resupply-Services-Programm vorgestellt wurde, erhielt im Januar 2016 von der NASA den Auftrag für sechs Frachtflügen zur Internationalen Raumstation ab Beginn der 2020er[veraltet] Jahre.

### Prometheus (2010–2011)
Im Rahmen des NASA CCDev-Programmes (Commercial Crew Development) bewarb sich 2010 neben SNC auch die Orbital Sciences Corporation mit der Prometheus, einem Konzept, das ebenfalls auf der HL-20 basierte. Prometheus konnte in der Ausschreibung gegen den Dream Chaser nicht bestehen. Die Arbeiten daran wurden daher im Folgejahr wieder eingestellt.